# Забаровка (лесопарк)
Забаровка (укр. Забарівка) — городской лесопарк, расположенный на территории Новозаводского района Чернигова. Площадь — 12 га.

## Описание
Лесопарк расположен в северо-западной периферийной части Чернигова — внутри усадебной застройки Забаровки — между улицей Нефтяников и административной границей Черниговского горсовета с Черниговским районом. Далее на запад лесопарк, западнее границы города, условно сменяется Подусовским лесом и фактически является его частью.
Абсолютные высоты колеблются в пределах 139-141 м над уровнем моря.

## Природа
Природа лесопарка представлена преимущественно хвойными породами деревьев.